# Yoshio Okada
Yoshio Okada (岡田 吉夫 Okada Yoshio?,  11 de agosto de 1926 en Kōbe, Hyogo, Imperio del Japón - 22 de junio de 2002 en Hachiōji, Tokio, Japón) fue un futbolista japonés que se desempeñaba como defensa.
Okada jugó 7 veces para la selección de fútbol de Japón entre 1951 y 1954. Okada fue elegido para integrar la selección nacional de Japón para los Juegos Asiáticos de 1951 y 1954.

## Trayectoria

### Clubes
| Club          | País  | Año  |
| ------------- | ----- | ---- |
| Kwangaku Club | Japón | ???? |
| Rokko Club    | Japón | ???? |

### Selección nacional
| Selección | País  | Año         |
| --------- | ----- | ----------- |
| Absoluta  | Japón | 1951 - 1954 |

## Estadística de equipo nacional
| Selección de Japón | Selección de Japón | Selección de Japón |
| Año                | Part.              | Goles              |
| ------------------ | ------------------ | ------------------ |
| 1951               | 3                  | 0                  |
| 1952               | 0                  | 0                  |
| 1953               | 0                  | 0                  |
| 1954               | 4                  | 0                  |
| Total              | 7                  | 0                  |